# Jadro
Jadro, někdy též Solinčica (latinsky Iader) je říčka ve Splitsko-dalmatské župě v chorvatské Dalmácii. Celková délka říčky je přibližně 4,5 km. Říčka zásobuje pitnou vodou města Split, souměstí Kaštela a Trogir.

## Tok
Jadro pramení v Dinárských horách

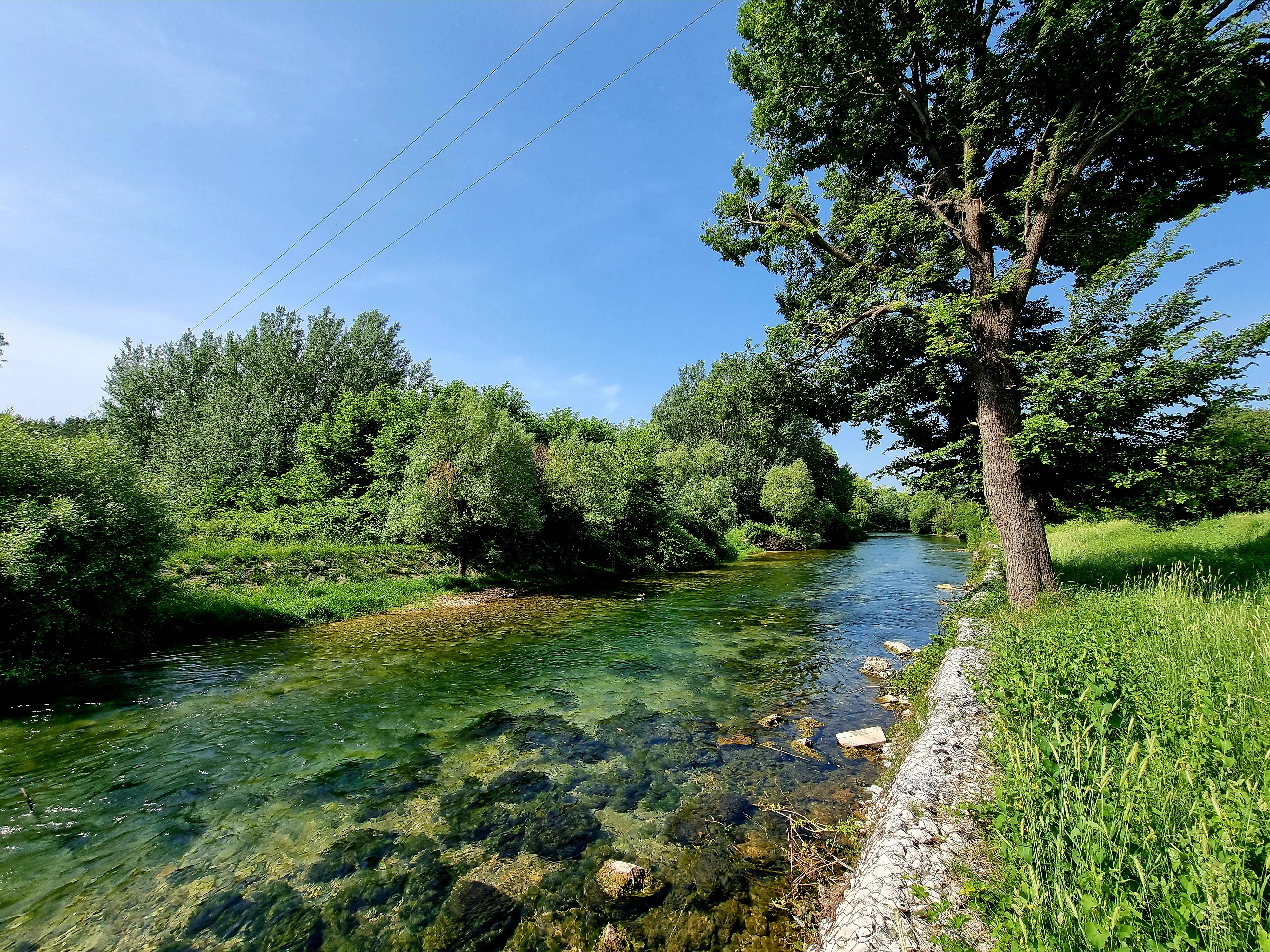
Průzračná voda řeky Jadro

Horní tok řeky Jadro, stejně jako její pramen, jsou chráněné jako ichthyological přírodní rezervace, částečně kvůli přítomnosti endemických druhů sladkovodního pstruha.
Jadro protéká městem Solin, kde jeho ramena obtékají ostrov Panny Marie (chorvatsky Gospin otok), který je významným místem chorvatské historie a kultury. Obyvatelé Solinu řeku nazývají Solinska rika.
Řeka ústí do Jaderského moře.
Vody horního toku Jadra byly původním hlavním zdrojem vody pro starověké římské město, tvořené Diokleciánovým palácem (dnes součást historického centra Splitu). Také současné studie naznačují příznivou úroveň kvality vody prameniště řeky Jadro.
Salmo obtusirostris salonitana je endemický druh pstruha žijícího v řece, který je ohrožen pstruhem duhovým.